# Belgique au Concours Eurovision de la chanson 1979
La Belgique a participé au Concours Eurovision de la chanson 1979 le 31 mai à Jérusalem, en Israël. C'est la 24e participation de la Belgique au Concours Eurovision de la chanson.
Le pays est représenté par la chanteuse Micha Marah et la chanson Hey Nana, sélectionnées par la Belgische Radio- en Televisieomroep (BRT).

## Sélection

### Eurosong 1979
Le radiodiffuseur belge pour les émissions néerlandophones, la Belgische Radio- en Televisieomroep (BRT, prédécesseur de la VRT) sélectionne l'artiste en interne et organise la 3e édition de la finale nationale Eurosong pour sélectionner la chanson représentant la Belgique au Concours Eurovision de la chanson 1979.
L'Eurosong 1979 est composé de quatre demi-finales et une finale nationale et a lieu du 3 février au 3 mars 1979 au Théâtre américain à Bruxelles. Les chansons sont toutes interprétées en néerlandais, l'une des trois langues officielles de la Belgique.
Lors de cette sélection, c'est la chanson Hey Nana interprétée par Micha Marah qui fut choisie. Le chef d'orchestre choisi est Francis Bay.

#### Demi-finales
Quatre demi-finales ont eu lieu en février 1979 afin de sélectionner les trois chansons accédant à la finale. Dans les trois premières demi-finales, la chanson la moins bien classée, après un vote du public, a été éliminée, laissant trois chansons dans la quatrième demi-finale, qui ont été rejointes par une chanson choisie par l'interprète sélectionnée parmi les trois précédemment éliminées,,.
Dans la quatrième demi-finale, la chanson ayant été éliminée dans la deuxième demi-finale a de nouveau été éliminée et les trois restantes ont accédé à la finale,.
| Ordre | Chanson                      | Traduction         | Points | Place |
| ----- | ---------------------------- | ------------------ | ------ | ----- |
| 1     | Mooiprater                   | Beau parleur       | 454    | 6     |
| 2     | Alleen                       | Seul               | 504    | 5     |
| 3     | Alles zal zich weer herhalen | Tout se répétera   | 549    | 4     |
| 4     | Mijn dagboek                 | Mon journal intime | 571    | 3     |
| 5     | Hey Nana                     | –                  | 766    | 2     |
| 6     | Comment ça va ?              | –                  | 849    | 1     |

| Ordre | Chanson                      | Traduction         | Points | Place |
| ----- | ---------------------------- | ------------------ | ------ | ----- |
| 1     | Alleen                       | Seul               | 516    | 4     |
| 2     | Alles zal zich weer herhalen | Tout se répétera   | 424    | 5 ¹   |
| 3     | Mijn dagboek                 | Mon journal intime | 685    | 3     |
| 4     | Hey Nana                     | –                  | 713    | 2     |
| 5     | Comment ça va ?              | –                  | 746    | 1     |

| Ordre | Chanson         | Traduction         | Points | Place |
| ----- | --------------- | ------------------ | ------ | ----- |
| 1     | Alleen          | Seul               | 509    | 4     |
| 2     | Mijn dagboek    | Mon journal intime | 632    | 3     |
| 3     | Hey Nana        | –                  | 690    | 2     |
| 4     | Comment ça va ? | –                  | 832    | 1     |

| Ordre | Chanson                      | Traduction         | Points | Place |
| ----- | ---------------------------- | ------------------ | ------ | ----- |
| 1     | Alles zal zich weer herhalen | Tout se répétera   | 233    | 4     |
| 2     | Mijn dagboek                 | Mon journal intime | 381    | 3     |
| 3     | Hey Nana                     | –                  | 576    | 2     |
| 4     | Comment ça va ?              | –                  | 758    | 1     |

#### Finale
La finale nationale a eu lieu le 3 mars avec les trois chansons restantes. Le vote se fait cette fois par un jury d'« experts » composé de 20 membres au lieu d'un vote du public. Le jury a choisi la chanson Hey Nana, bien que celle-ci ait fini derrière Comment ça va ? à chaque tour de vote public lors des demi-finales,.
| Ordre | Artiste         | Chanson            | Traduction | Points |
| ----- | --------------- | ------------------ | ---------- | ------ |
| 1     | Mijn dagboek    | Mon journal intime | 58         | 3      |
| 2     | Hey Nana        | –                  | 96         | 1      |
| 3     | Comment ça va ? | –                  | 83         | 2      |

## À l'Eurovision

### Points attribués par la Belgique
| 12 points | Espagne   |
| 10 points | Irlande   |
| 8 points  | Norvège   |
| 7 points  | Danemark  |
| 6 points  | France    |
| 5 points  | Portugal  |
| 4 points  | Allemagne |
| 3 points  | Pays-Bas  |
| 2 points  | Israël    |
| 1 point   | Grèce     |

### Points attribués à la Belgique
| 12 points | 10 points | 8 points | 7 points                 | 6 points    |
| --------- | --------- | -------- | ------------------------ | ----------- |
|           |           |          |                          |             |
| 5 points  | 4 points  | 3 points | 2 points                 | 1 point     |
|           |           |          | - Danemark - Royaume-Uni | - Allemagne |

Micha Marah interprète Hey Nana en 12e position lors du concours suivant la France et précédant le Luxembourg.
Au terme du vote final, la Belgique termine 18e et dernière, ex aequo avec l'Autriche, sur 19 pays, ayant obtenu 5 points,.